# جورج الکساندر (ورزشکار)
جورج الکساندر (انگلیسی: George Alexander؛ 1886 – 14 november ۱۹۲۹ (۴۲−۴۳ سال)) بازیکن لاکراس اهل بریتانیا بود.